# Petercam
 (octobre 2013).
Si vous disposez d'ouvrages ou d'articles de référence ou si vous connaissez des sites web de qualité traitant du thème abordé ici, merci de compléter l'article en donnant les références utiles à sa vérifiabilité et en les liant à la section « Notes et références ».
Petercam est un groupe financier indépendant, surtout présent dans le Benelux, et subsidiairement en Suisse, en Allemagne et en Espagne.
Cette société de bourse a été fondée en 1968, à la suite de la fusion des sociétés d'agents de change Jean Peterbroeck (1936-2011) et Étienne Van Campenhout (1929-2011) sous le nom "Peterbroeck, Van Campenhout et Cie", rebaptisée plus tard Petercam.
Au niveau international, Petercam est établi dans les grands centres  que sont Amsterdam, Luxembourg et Genève.
En Belgique, Petercam possède aujourd'hui des bureaux à Bruxelles, Wavre, Liège, Louvain, Gand, Anvers, Hasselt, Roulers et Knokke.
Petercam est actif dans trois grands domaines d'activité : la banque privée avec la gestion de patrimoine pour clients particuliers et la gestion d'actifs pour investisseurs institutionnels, les opérations de Sales and trading (en) pour clients institutionnels, et les activités de marché pour entreprises (Corporate Finance).
À la fin des années 1980, une alliance avait débuté entre Petercam et la charge d'agent de change Jean-Pierre Pinatton, alors encore indépendante.
En 2008, la société Petercam signe un accord de collaboration avec le Crédit agricole.
En 2014, une fusion est envisagée avec la Banque Degroof.
Fin mai 2015, la banque annonce sa fusion totale avec Petercam.